# Поппо фон Остерна

Герб Поппо фон Остерна

Поппо фон Остерна (нем. Poppo von Osterna, около 1200, Франкония — 9 июня 1267, Регенсбург) — девятый великий магистр Тевтонского ордена (1252—1256), ландмейстер Тевтонского Ордена в Пруссии в 1244—1246 годах. Участник битвы при Легнице с монголо-татарами (1241).

## Биография
Поппо происходил из богатой рыцарскими традициями семьи графов Вертхайм, проживавшей в Остернохе, недалеко от Нюрнберга во Франконии.
Поппо фон Остерна присоединился к Тевтонском ордену в 1227 году и был одним из первых, кто направился в прусские земли (наряду с Германом фон Балком, Берлевином фон Фрайбергом и другими). В 1233 году он участвовал в строительстве первого тевтонского замка на территории новых земель — Кульма. В 1241 году участвовал в битве при Легнице в Польше против монгольского войска Байдара. В 1242 году направляется в австрийские земли с целью получить дополнительные средства на ведение военных действий против Святополка II Померанского и набора новых отрядов рыцарей. В 1244 году вместе с рыцарями из Австрии успешно воевал против Святополка ІІ Померанского.
В 1252 году Поппо был избран великим магистром Тевтонского ордена. Однако про-папское меньшинство не было согласно с мнением орденского Капитула и выдвинуло свою кандидатуру — Вильгельма фон Уренбаха. На протяжении трёх лет он составлял оппозицию Поппо фон Остерну. В это же время фон Остерна провёл переговоры с чешским королём Пржемыслом Отакаром II и в 1255 году ими был совершён поход в самбийские земли. В 1256 году подал в отставку.

## Поздние годы
После отставки вернулся в Пруссию. 24 июля 1256 года помог заключить мир между князем Великой Польши Пшемыслом I и герцогом Померании Святополком II в Ксине, в ходе переговоров выступал модератором.
После этого о Поппо мало что известно. Известно, что после своей отставки он потребовал бенефиция за службу в качестве гроссмейстера, чему воспротивились монахи, обратившиеся к Папе Римскому. В 1257 году Поппо положил конец спору, признав, что бывшие члены ордена не имели права на жалованье за свою службу.
Упоминается, что Поппо после этого был в Пруссии трижды: в 1258, 1264 и 1266 годах вместе с великим магистром Анно фон Зангерсгаузен. Вероятнее всего, Поппо поселился на постоянной основе в Пруссии и прожил там до конца своей жизни, с небольшим перерывом в 1264 и 1265 годах, когда занимал должность руководителя комтурства Регенсбург.

### Смерть

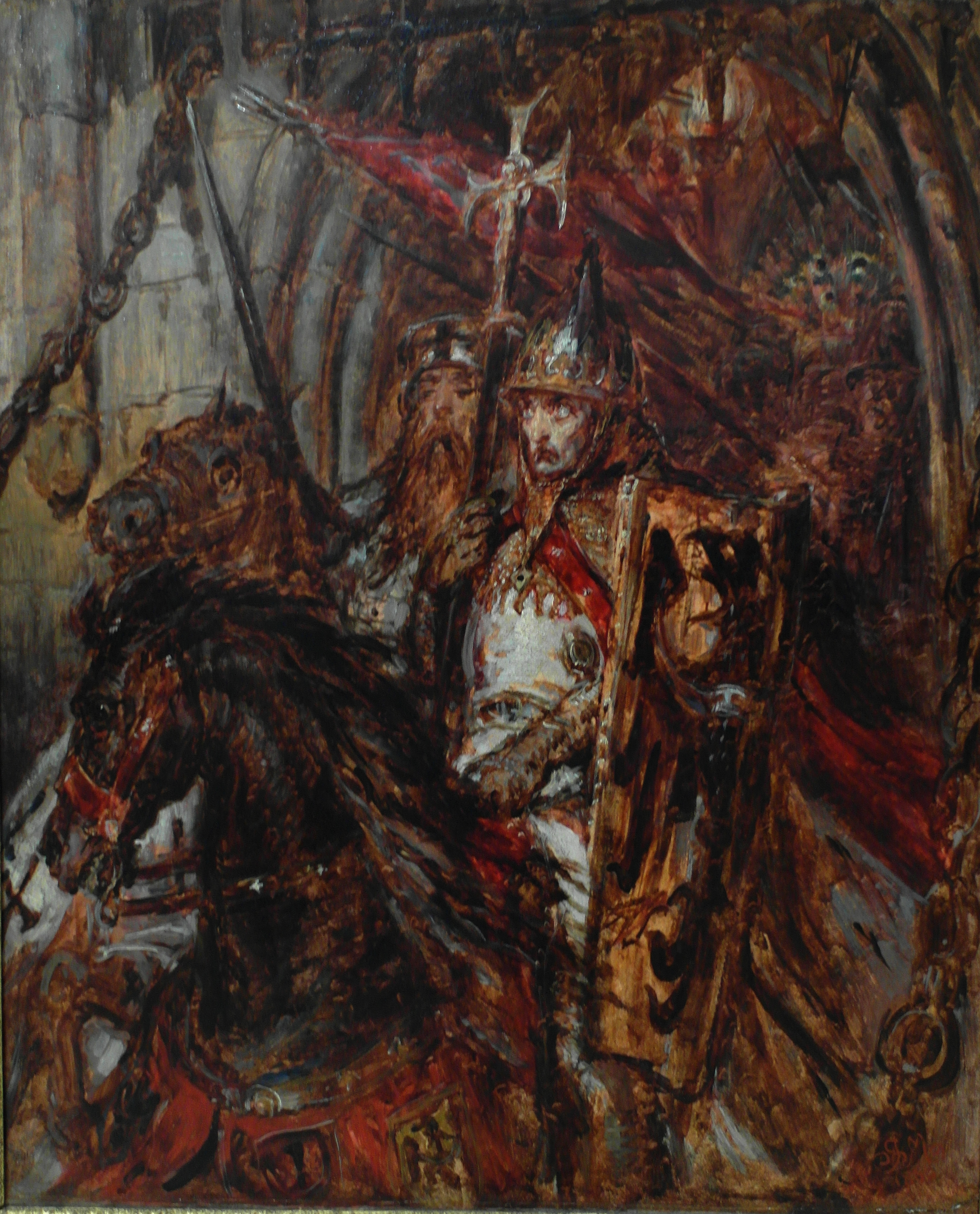
Ян Матейко. Выезд Генриха II из Легницы. Слева — Поппо фон Остерна.

Точный год смерти Поппо неизвестен: в его некрологе упоминаются лишь месяц и день (6 ноября). Наиболее вероятными кандидатами на год смерти являются 1266 и 1267. Вполне вероятно, что в 1267 году он наблюдал поднятие мощей святой Ядвиги в Тшебнице, что по одной из гипотез относительно даты смерти означало бы его смерть в Силезии. Вероятно, он был похоронен во францисканской церкви Св. Иакова во Вроцлаве, рядом с Генрихом II Набожным. Это может быть связано с предполагаемым участием Поппо в битве при Легнице 1241 года (более поздняя легенда неточно добавила, что он пал при Легнице). Другое утверждение предполагает, что местом его захоронения было аббатство Маллерсдорф-Пфаффенберг в Нижней Баварии.